# Gigágono
Un gigágono o 1.000.000.000-gono es un polígono con mil millones de lados (giga, del griego γίγας gígas, que significa "gigante").
Tiene el  símbolo de Schläfli {\displaystyle \{10,9\}} (usando las matrices de Bowers).

## Gigágono regular
Un gigágono regular está representado por el símbolo de Schläfli {1.000.000.000} y se puede construir como un truncamiento del 500.000.000-gono (t{500.000.000}); como un doble truncamiento del 250.000.000-gono (tt{250.000.000}); como un triple truncamiento del 125.000-gono (ttt{125.000.000}); como un cuádruple truncamiento de un 62.500.000-gono (tttt{62.500.000}); como un quíntuple truncamiento de un 31.250.000-gono (ttttt{31.250.000}); o como un séxtuple truncamiento de un 15.625.000-gono (tttttt{15.625.000}).
Como polígono regular, posee un ángulo interior de 179,99999964°.
El área de un gigágono regular con lados de longitud a viene dada por:
{\displaystyle A=250000000\ a^{2}\cot {\frac {\pi }{1000000000}}.}
El perímetro de un gigágono regular inscrito en una circunferencia unidad es:
{\displaystyle P=2000000000\ \sin {\frac {\pi }{1000000000}},}
un valor que está muy cerca del número π. Por ejemplo, un gigágono con un radio de 1 Año luz tendría un perímetro tan solo 9,87 cm menor que su circunferencia circunscrita.

## Construibibilidad con regla y compás
Dado que 1.000.000.000 = 29 × 59, el número de lados no es producto de números de Fermat distintos y una potencia de dos. En consecuencia, el gigágono regular no es un polígono construible mediante regla y compás. Ni siquiera es construible con el uso de neusis o de una trisección de ángulos, ya que su número de lados tampoco es un producto de números primos de Pierpont distintos, ni un producto de potencias de dos y de tres.